# Patera clenchi
Patera clenchi är en snäckart som först beskrevs av Alfred Rehder 1932.  Patera clenchi ingår i släktet Patera och familjen Polygyridae. IUCN kategoriserar arten globalt som starkt hotad. Inga underarter finns listade i Catalogue of Life.